# Olof Malm
Olof Bernhard Malm, född 3 januari 1851 i Kviinge socken i Skåne, död 18 februari 1939 i Stockholm, var en svensk generalstabsofficer och minister.

## Biografi
Malm var chef för Bohusläns regemente 1898-1907 och befordrades till generalmajor 12 april 1907. Han var krigsminister i regeringen Lindman I från den 30 december 1907 till den 7 oktober 1911. Malm blev generallöjtnant 20 maj 1914 och tog avsked ur armén den 30 mars 1917, och ingick därefter i generalitetets reserv.
Malm blev ledamot av andra klassen av Krigsvetenskapsakademien 1892 och ledamot av första klassen 1907. Åren 1907–1917 var han chef för V. arméfördelningen.
Olof Malm var djupt religiös och medlem i Evangeliska Fosterlandsstiftelsen i vars styrelse han var ledamot och 1918–1921 ordförande i styrelsen. Han gjorde betydande insatser vid det ekumeniska mötet i Stockholm 1925. 
Olof Malm var son till lantbrukaren Hans Magnus Malm och Johanna Christensson. Gift 1:o 1887 med Sofie Marie Elisabeth Angeldorff (1859–1889), och 2:o 1896 med friherrinnan Thomasine Ulrika Barnekow (1867–1934). Bland barn märks Edward Malm. Olof Malm är begravd på Gumlösa gamla kyrkogård i Skåne.

## Utmärkelser

### Svenska utmärkelser
- Kommendör med stora korset av Svärdsorden, 6 juni 1912.[6]
- Kommendör av första klassen av Svärdsorden, 6 juni 1906.[7]
- Kommendör av andra klassen av Svärdsorden, 16 juni 1902.[8]
- Riddare av Nordstjärneorden, 1893.[9]

### Utländska utmärkelser
- Riddare av storkorset med svärd av Nederländska Oranien-Nassauorden, 4 september 1922.[10][11][12]
- Första klassen av Persiska Lejon- och solorden, tidigast 1910 och senast 1915.[13][14]
- Riddare av första klassen av Preussiska Röda örns orden, 1908.[15][16]
- Riddare av andra klassen av Preussiska Röda örns orden, senast 1905.[17]
- Riddare av första klassen av Ryska Sankt Annas orden, 1909.[13][16]
- Storofficer av Franska Hederslegionen, 1908.[15][16]
- Kommendör av första graden av Danska Dannebrogorden, senast 1905.[17]